# From Elvis Presley Boulevard, Memphis, Tennessee
From Elvis Presley Boulevard, Memphis, Tennessee (с англ. С бульвара Элвиса Пресли, Мемфис, Теннесси) — двадцать второй альбом американского певца Элвиса Пресли, записанный в поместье Пресли «Грейсленд», вышедший в 1976 году. Альбом занял 41-е место в американском хит-параде.

## Обзор
В феврале 1976 года RCA Records, оставив надежды, что Пресли захочет приехать работать над новым материалом в Нэшвилл, сами привезли свою передвижную студию в «Грейсленд», чтобы Пресли мог записываться, не выходя из дома (один из альбомов — Raised on Rock — уже был частично записан аналогичным образом в калифорнийском доме Пресли). Итогом февральской сессии стали 12 песен, которые моментально пошли на новый сингл и альбом, озаглавленный From Elvis Presley Boulevard, Memphis, Tennessee (Recorded Live): в 1976 году часть шоссе, где находился «Грейсленд», была переименована в бульвар Элвиса Пресли). Подзаголовок же («Recorded Live») указывал, что пластинка была записана в режиме реального времени, несмотря на то, что записи были отобраны из дублей; тем не менее, дополнительные наложения — характерные для предыдущих альбомов певца — отсутствовали, так как по настоянию Пресли в студии присутствовал все необходимые музыканты и группа подпевки.
Альбом продолжает тенденцию, начатую альбомом Raised on Rock, характеризующуюся обилием кантри и эстрадных стандартов, проникнутых мотивами разлуки и ностальгии. Альбом начинается с версии «Hurt», спетой Пресли со всей эпической мощью (эту песню певец будет часто включать в концерты). «С возрастом голос Пресли стал более бархатистым, даже сочным, — пишет Джон Робертсон в своём путеводителе по альбомам Пресли, — на этом альбоме он звучит раздутым и пустым, как стеклянный шар, готовый разбиться на тысячи частей. Любому с толикой сочувствия прослушивание альбома покажется довольно болезненным испытанием, но решимость Элвиса продолжать начатый курс придаёт всему предприятию трагическое величие.»
Композиции «Moody Blue» и «She Thinks I Still Care», также записанные во время этих сессий, были отложены для сингла, вышедшего в конце года (в 1977 году на его основе был издан альбом Moody Blue). Однако успех сессий не удалось привести к регулярной практике: следующая попытка записи в «Грейсленде» в октябре того же года прервалась после всего четырёх песен.
В 2000 году на специализированном лейбле Follow That Dream, принадлежащем RCA Records, вышел сборник ранее неизданных дублей всех песен с сессий в «Грейсленде» — см. The Jungle Room Sessions.

## Список композиций
1. «Hurt» (2:07)
2. «Never Again» (2:50)
3. «Blue Eyes Crying in the Rain» (3:41)
4. «Danny Boy» (3:58)
5. «Last Farewell» (4:03)
6. «For the Heart» (3:20)
7. «Bitter They Are, Harder They Fall» (3:16)
8. «Solitaire» (4:42)
9. «Love Coming Down» (3:06)
10. «I’ll Never Fall in Love Again[англ.]» (3:45)

## Альбомные синглы
- «Hurt» / «For the Heart» (март 1976; #28)